# Marie-Chantal Demaille
Marie-Chantal Depetris-Demaille (Saint-Fraimbault, 17 de diciembre de 1941-18 de febrero de 2025) fue una deportista francesa que compitió en esgrima, especialista en la modalidad de florete. Ganó tres medallas en el Campeonato Mundial de Esgrima entre los años 1966 y 1971.

## Palmarés internacional
| Campeonato Mundial | Campeonato Mundial | Campeonato Mundial | Campeonato Mundial  |
| Año                | Lugar              | Medalla            | Prueba              |
| ------------------ | ------------------ | ------------------ | ------------------- |
| 1966               | Moscú (URSS)       | Medalla de bronce  | Florete por equipos |
| 1970               | Ankara (Turquía)   | Medalla de bronce  | Florete por equipos |
| 1971               | Viena (Austria)    | Medalla de oro     | Florete individual  |